# خالد بن محمد بن عبد الله آل سعود
الأمير خالد بن محمد بن عبد الله بن عبد الرحمن آل سعود ( - 2023م) رئيس نادي الهلال السعودي في الفترة من أكتوبر 1994م حتى يوليو 1995م، حقق نادي الهلال خلالها أول لقب عربي له وهو بطولة الأندية العربية.

## رئاسته لنادي الهلال
تولى الأمير خالد بن محمد رئاسة نادي الهلال بعد وفاة رئيسه الأمير عبد الله بن سعد بن فهد آل سعود، وحقق نادي الهلال خلال فترة رئاسته بطولة كأس أبطال العرب عامي 1994 و1995 كما توج ببطولة كأس ولي العهد عام 1995، بعد الفوز على الرياض بالنهائي بهدف دون رد. وحقق النادي أيضا كأس الدوري السعودي السابع له.

## وفاته
توفي يوم السبت 1 ربيع الأول 1445هـ الموافق 16 سبتمبر 2023م، بعد تعرضه لوعكة صحية.